# 営林署前駅
営林署前駅（えいりんしょまええき）は、北海道夕張市常盤にあった夕張鉄道の駅（廃駅）である。夕張鉄道線の合理化に伴い1971年に廃止された。

## 歴史
- 1956年（昭和31年）
  - 8月11日：営林署前臨時停留場として開設。
  - 12月1日：営林署前駅として正式認可・開業。
- 1960年（昭和35年）7月1日：連絡運輸開始。
- 1971年（昭和46年）11月15日：栗山駅 - 夕張本町駅間旅客営業廃止に伴い廃駅。

## 駅構造
単式ホーム1面1線の地上駅であり、夕鉄共栄社の売店が併設されていた。

## 駅周辺
駅周辺に夕張営林署があったが現在は、空知森林管理署に統合されている。現在は夕張鉄道の本社ターミナルが近い。
- 夕鉄バス「ときわ入口」停留所

## 隣の駅
夕張鉄道
夕張鉄道線
若菜駅 - 営林署前駅 - 鹿ノ谷駅